# Radio Lausitz
Radio Lausitz ist ein deutschsprachiger privater Hörfunksender aus Bautzen in der Oberlausitz. Sendestart war der 30. Mai 1993. Von 1999 bis zum 22. Juli 2007 nannte sich der Sender Lausitz 107 Punkt 6.
Das Mantelprogramm von Radio Lausitz stammt von der Broadcast Sachsen GmbH & Co. KG, die unter anderem Antenne Sachsen sowie auch Hitradio RTL bestückt. Direkt in Bautzen werden lediglich die Lokalnachrichten für die Lausitz produziert. Das Repertoire des Senders mit dem Claim „Der Sound für unsere Lausitz“ beinhaltet vor allem Musik von den 1980er-Jahren bis heute.

## Allgemeine Informationen
Radio Lausitz ist Mitglied des Senderzusammenschlusses im Sachsen Funkpaket. Die speziell für die Großstädte und Ballungsräume Sachsens eingerichteten Sender strahlen jeweils ein 24-Stunden-Vollprogramm aus, so auch Radio Lausitz. Der Sender spricht eine Hörerzielgruppe im Alter von 30 bis 49 Jahren an. Er spielt hauptsächlich das Adult-Contemporary-Musikformat. Daneben gibt es stündliche Nachrichten, welche immer 10 Minuten vor der vollen Stunde gesendet werden und aus diesem Grund mit dem Claim "Immer 10 Minuten früher informiert" beworben werden. Zusätzlich werden Verkehrsmeldungen im Halbstundentakt sowie aktuelle Informationen und Veranstaltungshinweise für die Region gesendet.

## Geschichte
Am 30. Mai 1993 drückte der damalige Innenminister Heinz Eggert den Startknopf. Die erste Sendung bei Radio Lausitz moderierte Ute Elze.
Seit Januar 2002 ist Tino Utassy Geschäftsführer von Radio Lausitz. Er folgte auf Silke Wagenknecht, die den Sender seit Sendestart leitete. 

## Funkhaus
Produziert wird das Programm von Radio Lausitz seit Januar 2012 im Gewerbepark auf der Wilthener Straße in Bautzen. Seit Sendestart hatte Radio Lausitz sein Funkhaus auf der Girbigsdorfer Straße in Görlitz, bevor der Sender im Juni 2003 direkt ins Stadtzentrum von Görlitz auf den Untermarkt zog. Im Dezember 2011 verließ Radio Lausitz die Neißestadt und bezog sein neues Funkhaus in Bautzen.
Im April 2012 erhielt Radio Lausitz ein neues Sendestudio.

## Programmdirektoren
- Uwe Schneider (01/1999 – 12/2009)
- Matthias Montag (05/2010 – 04/2013)
- Karin Müller (01/2014 – 03/2014)
- Andrea Krüger (05/2010 – 08/2024)
- Hagen Ullrich (seit 09/2024)

## Programm
| Sendezeit           | Sendungsname               | Moderatoren                           |
| ------------------- | -------------------------- | ------------------------------------- |
| 0450 Uhr – 0950 Uhr | André und die Morgenmädels | mit André Hardt und Kristin Hardt     |
| 0950 Uhr – 1350 Uhr | Die Lausitz bei der Arbeit | mit Marcel Wentzke                    |
| 1350 Uhr – 1850 Uhr | Hallo Lausitz              | mit Roman Knoblauch                   |
| 1850 Uhr – 2050 Uhr | Die Lausitz am Abend       | mit Daniel Pavel oder Stephan Bodinus |

| Sendezeit           | Sendungsname               | Moderatoren                       |
| ------------------- | -------------------------- | --------------------------------- |
| 0450 Uhr – 0950 Uhr | André und die Morgenmädels | mit André Hardt und Kristin Hardt |
| 0950 Uhr – 1350 Uhr | Die Lausitz bei der Arbeit | mit Marcel Wentzke                |
| 1350 Uhr – 1850 Uhr | Hallo Lausitz              | mit Roman Knoblauch               |
| 1850 Uhr – 2350 Uhr | Freitag-Nacht              | mit Stephan Bodinus               |

| Sendezeit           | Sendungsname               | Moderatoren                       |
| ------------------- | -------------------------- | --------------------------------- |
| 0650 Uhr – 1150 Uhr | André und die Morgenmädels | mit André Hardt und Kristin Hardt |
| 1150 Uhr – 1750 Uhr | Feel-Good-Weekend          | mit Andrea Krüger                 |
| 1750 Uhr – 1950 Uhr | Lausitz Charts             | mit Mark Mathew                   |
| 1950 Uhr – 0250 Uhr | Samstag-Nacht in the Mix   | Programm ohne Moderation          |

| Sendezeit           | Sendungsname         | Moderatoren          |
| ------------------- | -------------------- | -------------------- |
| 0650 Uhr – 0850 Uhr | Weekend-Feeling      | mit Matthias Zilch   |
| 0850 Uhr – 1250 Uhr | Reiseexpress         | mit Matthias Zilch   |
| 1250 Uhr – 1750 Uhr | Feel-Good-Weekend    | mit Robert Drechsler |
| 1750 Uhr – 2250 Uhr | Die Lausitz am Abend | mit Robert Drechsler |

## Mitarbeiter
Moderatoren
| - André Hardt - Kristin Hardt - Mirjam Köfer | - Marcel Wentzke - Roman Knoblauch - Stephan Bodinus | - Falko Maiwald - Mark Mathew - Robert Drechsler | - Andrea Krüger - Daniel Pavel - Matthias Zilch |

| Redaktionsleitung - Knut Michael Kunoth | Nachrichtenredaktion - Janis Müller - Toni Herrmann | Sportredaktion - Jens Umbreit | Verkehrsredaktion - Mirjam Köfer - Matthias Zilch - Robert Drechsler |

Stationvoice
- Christian Blecken (seit 02/2015)
- Christin Pols (seit 08/1999)
- Karsten Klaue † (05/2010 – 01/2015)
- Bodo Venten (08/1999 – 04/2010)

## Empfang
Das Programm von Radio Lausitz wird über UKW auf folgenden 2 Frequenzen ausgestrahlt.
| Region | Frequenz  |
| ------ | --------- |
| Löbau  | 107,6 MHz |
| Zittau | 94,3 MHz  |

Außerdem ist das Programm über DAB+ im Raum Ostsachsen im Kanal 7A zu empfangen.
Als Livestream wird Radio Lausitz weltweit im Internet übertragen.
Des Weiteren werden weitere Streams angeboten:
- Radio Lausitz
- Radio Lausitz 2
- 80er Kulthits
- 90er XXL
- Top Hits
- Freitag Nacht
- Sommerradio
- Weihnachtsradio